# Abdra aprica
Abdra aprica, zeljasta jednogodišnja biljka iz porodice krstašice, smještena u tribus tribusa Arabideae. Nekada je uključivana u rod Draba. Američki endem iz Sjeverne Karoline i Georgije.
Listovi su jednostavni, cvate u proljeće bijelim cvjetovima. Cvjetovi biseksualni, plod je komuška (siliqua).

## Sinonimi
- Draba aprica Beadle, bazionim
- Draba fastigiata (Nutt.) Nutt. ex O.E.Schulz